# Callixena versicolora
Callixena versicolora är en fjärilsart som beskrevs av Saalmüller 1891. Callixena versicolora ingår i släktet Callixena och familjen nattflyn. Inga underarter finns listade i Catalogue of Life.